# 30537 Matteocrismani
30537 Matteocrismani este o planetă minoră (asteroid), cu un diametru de 5,733 km, din centura de asteroizi. A fost descoperită pe 17 iulie 2001 la Stația Anderson Mesa de Lowell Observatory Near-Earth-Object Search. 
Obiectul prezintă o orbită caracterizată de o semiaxă mare de 2,4084774 UAi, o excentricitate de 0,2, o înclinație de 3,64354 ° în raport cu ecliptica.